# Amida Brimah
Amida Abiola Brimah (ur. 11 lutego 1994 w Akrze) – ghański koszykarz, występujący na pozycji środkowego, obecnie zawodnik Filou Ostenda.
W 2015 wziął udział w turnieju Adidas Nations Counselors.
Przez lata występował w letniej lidze NBA. Reprezentował Chicago Bulls (2017), San Antonio Spurs (2018), Brooklyn Nets (2019).
16 października 2019 został zwolniony przez Indianę Pacers.
21 listopada 2020 zawarł kolejną umowę z Indiana Pacers. 19 grudnia opuścił klub.
23 kwietnia 2021 został podpisał umowę z Indiana Pacers na występy zarówno w NBA, jak i zespole G-League – Fort Wayne Mad Ants. 24 sierpnia 2021 został zwolniony. 12 listopada 2021 dołączył do belgijskiego Filou Ostenda.

## Osiągnięcia
Stan na 20 listopada 2021, na podstawie, o ile nie zaznaczono inaczej.

### NCAA
- Mistrz:
  - NCAA (2014)
  - turnieju konferencji (2016)
- Uczestnik rozgrywek:
  - II rudny turnieju NCAA (2014, 2016)
  - turnieju Portsmouth Invitational Tournament (2017)
- Obrońca roku AAC (2015)
- Zaliczony do:
  - I składu najlepszych pierwszorocznych zawodników konferencji American Athletic Conference (AAC – 2014)
  - składu honorable mention All–AAC (2015)

### Drużynowe
- Mistrz NBA G–League (2018)

### Indywidualne
- Zaliczony do I składu defensywnego G-League (2018, 2019)
- Lider G-League w blokach (2018)